# Episodi di Kingdom (serie televisiva 2014) (prima stagione)
La prima stagione della serie televisiva Kingdom è stata trasmessa in prima visione sul canale Audience Network dall'8 ottobre al 10 dicembre 2014.
In Italia la stagione è inedita
| nº | Titolo originale           | Titolo italiano | Prima TV USA     | Prima TV Italia |
| -- | -------------------------- | --------------- | ---------------- | --------------- |
| 1  | Set Yourself on Fire       |                 | 8 ottobre 2014   |                 |
| 2  | Glass Eye                  |                 | 15 ottobre 2014  |                 |
| 3  | Piece of Plastic           |                 | 22 ottobre 2014  |                 |
| 4  | Flowers                    |                 | 29 ottobre 2014  |                 |
| 5  | Eat Your Own Cooking       |                 | 5 novembre 2014  |                 |
| 6  | Please Refrain from Crying |                 | 12 novembre 2014 |                 |
| 7  | Animator/Annihilator       |                 | 19 novembre 2014 |                 |
| 8  | The Gentle Slope           |                 | 26 novembre 2014 |                 |
| 9  | Cut Day                    |                 | 3 dicembre 2014  |                 |
| 10 | King Beast                 |                 | 10 dicembre 2014 |                 |